# Olumide Oyedeji
Olumide Oyedeji (né le 11 mai 1981 à Ibadan, au Nigeria) est un joueur nigérian de basket-ball, évoluant au poste de pivot.

## Palmarès
- Médaille d'or du Championnat d'Afrique 2015
- Médaille d'or aux Jeux africains de 2011
- Médaille de bronze du Championnat d'Afrique 2011
- Médaille de bronze aux Jeux africains de 2007
- Médaille de bronze aux Jeux africains de 2015
- Médaille de bronze du Championnat d'Afrique 2005